# Labess
Labess (en árabe: لابأس‎ signifiando «nada mal») es un grupo de música argelo-quebequense de fusión entre los ritmos de rumba, flamenco, y de raíces nativistas de la música chaâbi; sus textos son en árabe argelino, en idioma francés, y en castellano. El nombre del grupo Labess, significa "todo va bien" en árabe. Fusión de rumba gitana, flamenco y música tradicional del norte de África como gnawa y chaabi. Cuando Nedjim Bouizzoul canta en árabe, su lengua materna, en francés o en castellano, relata con su voz expresiva historias de autenticidad, entre el realismo, la esperanza, la dulzura y la furia. Canta al exilio, rastreando alegrías y angustias del viaje desde la tierra de origen hasta la tierra de bienvenida, y viceversa. A través de su poesía, propone una reflexión sobre la diversidad cultural y la necesidad de convivir, a pesar de las diferencias.

## Biografía
El grupo se formó en 2004, en Montreal por el músico Nedjim Bouizzoul, también autor, compositor, y intérprete argelino.
Su herencia, como le gusta describir su pasión, proviene de su padre, que era músico en Argelia. Entonces comienza a tocar la guitarra de su padre. A los 16 años, se integra al grupo, "Fiesta Day" con el que intenta triunfar en Argelia. Se inspira en el cantante argelino Kamel Messaoudi, que se hizo cargo de uno de los títulos de su segundo álbum.
La primera canción de Nedjim como autor es Pleurer en silence . Durante su juventud en Argelia, estuvo marcado por la injusticia "hogra" y el comienzo del terrorismo en Argelia (década negra de guerra civil), y retranscribirá su experiencia en sus canciones.
En 2003, llegó con su familia a Quebec, donde trabajó en el Metro de Montreal; y, un año después, se las arregla para comprar su primera guitarra.
En 2004, lanzó su carrera con el grupo Labess, y tuvo mucho éxito, particularmente en Túnez y en Marruecos.
En 2007, lanzó su primer álbum, llamado "Tout va bien", seguido de "Identité" en 2012 y "La route" en 2016.
En 2017, Nedjim Bouizzoul decide crear una banda con músicos franceses con los que viaja en muchos países (Túnez, Marruecos, Colombia, Cabo Verde, Inglaterra, Cuba, Bélgica, Canadá ...) y toca en escenarios tan prestigiosos, como Glastonbury Festival, La Fête de l'Huma, La Fiesta des Suds, Visa For Music, l'Atlantic Music Expo, Festival Timitar...

## Discografía
- 2007 : Tout va bien

- 2012 : Identité

- 2016 : La route Labess sacó su tercer álbum, La ruta (The Road), en la primavera de 2016. Ofreciendo riqueza musical y una cantidad de canciones bajo un sugerente título, el grupo nos lleva en un viaje desde el norte de África a Andalucía, por Sudamérica,[4] India. Las composiciones tienen éxito por tiernas, entusiastas, liberadoras mientras permanecen profundamente enraizadas en la realidad dolorosa de hoy. El grupo consiste de Nedjim Bouizzoul en guitarra y voz, Titi Sono en guitarra, Benoit Hazebrouck en bajo, Tarek Maaroufi en percusiones, Yvan Djaouti en trompeta y Julien Oury en trombón.[3]